# Stadion Narodowy w Limie
Estadio Nacional to wielofunkcyjny stadion znajdujący się w stolicy Peru, Limie. Na tym stadionie swoje mecze rozgrywa reprezentacja Peru w piłce nożnej. Stadion może pomieścić 45 000 widzów.